# Южный Вахджирдаван
Южный Вахджирдаван (кит. 瓦赫吉尔山口, пушту کوتل وجیر‎) — перевал в горной системе Памир. Находится на восточной оконечности Ваханского коридора, на границе Афганистана и Ташкурган-Таджикского автономного уезда Синьцзян-Уйгурского автономного района Китая, на высоте 4923 м. Соединяет долины рек Вахджирджилга и Вахджир.
По договору между Китаем и Афганистаном от 1964 года отмечена линия разграничения и семь перевалов  высотой более 4800 м, от китайской территории в Ваханский коридор, один из наиболее доступных - Южный Вахджирдаван. 

## География
Перевал не является официальным пунктом пересечения границы, через него не проходит ни одной дороги. Ближайшая дорога на афганской стороне заканчивается в селении Сархад-е-Вахан (перс. «Граница Вахана»), почти в 100 км от самого перевала. Ближайшая дорога на китайской стороне проходит в 15 км от перевала и выходит на Каракорумское шоссе через 80 км. В 2009 году китайское Министерство обороны начало строительство новой дороги, которая будет проходить в 10 км от перевала, для нужд пограничников.
Перевал закрыт как минимум 5 месяцев в году и открывается крайне нерегулярно в оставшееся время. На афганской стороне, немногим ниже перевала, на высоте 4554 м, находится ледяная пещера, которая служит истоком реки Вахджир, которая является одной из составляющих реки Вахандарья, а та в свою очередь — одной из составляющих Пянджа.
Исторически, через перевал проходил важный торговый путь из Бадахшана в Яркенд.
Из долины китайской реки Вахджирджилга в Афганистан также можно попасть через перевал Северный Вахджирдаван, ведущий в долину реки Караджилга. Этот перевал позволяет проложить более короткий маршрут до Таджикистана. Западнее имеются и другие перевалы и несколько троп.

## Примечательные факты
- Вахджир и ближайшие перевалы (Калик и т. п.) представляют географический интерес в том отношении, что здесь весьма небольшое пространство отделяет воды системы Амударьи, текущие на запад, от верхних притоков Тарима, направляющихся на восток, и притоков Инда, текущих на юг[9].
- Через Вахджир прошёл в 1888 году русский путешественник Громбчевский[9].
- При пересечении перевала стрелки часов переводятся на три с половины часа - с часового пояса UTC+4:30 в Афганистане до  UTC+8:00 в Китае. Это самый большой скачок времени при переходе границы в мире.